# 沙倫 (密西西比州瓊斯縣)
沙倫（英語：Sharon）是位於美國密西西比州瓊斯縣的普查規定居民點。

## 人口
根據2020年美國人口普查的數據，沙倫的面積為22.23平方千米，當中陸地面積為22.18平方千米，而水域面積為0.04平方千米。當地共有人口1344人，而人口密度為每平方千米60.46人。